# Michael Hughes (cestista)
Michael Anthony Hughes II (Kansas City, 1º febbraio 1998) è un cestista statunitense.

## Carriera
Dopo aver trascorso la carriera universitaria tra gli Akron Zips e i Duquesne Dukes, il 14 agosto 2021 firma il primo contratto professionistico con il BC Vienna, con cui vince la Coppa d'Austria e il campionato. Il 29 luglio 2022 passa al Kaposvár; il 14 luglio 2023 si trasferisce al Jonava.

## Palmarès
- Campionato austriaco: 1

BC Vienna: 2021-2022
- Coppa d'Austria: 1

BC Vienna: 2022